# Nathaniel Meyer von Rothschild
Barone Nathaniel Meyer von Rothschild (Vienna, 26 ottobre 1836 – Vienna, 16 giugno 1905) è stato un collezionista d'arte e filantropo austriaco.

## Biografia
Era il quinto figlio, e primo figlio maschio, di Anselm von Rothschild, e di sua moglie, Charlotte von Rothschild (1807–1859). Suo nonno Salomon Mayer von Rothschild, nativo di Francoforte, aveva fondato l'istituto bancario S.M. von Rothschild nel 1820, ribattezzato Creditanstalt nel 1855 da suo padre.

## Collezionista d'arte
Nathaniel, come il più anziano dei maschi, doveva assumere la direzione dell'istituto bancario di famiglia. Ha studiato a Brünn ma lasciò in quanto suo padre lo considerava stravagante e finanziariamente irresponsabile. Piuttosto che intraprendere l'attività bancaria, Nathaniel ha trascorso la sua vita come socialista che ha costruito palazzi e collezionava opere d'arte.
Dal 1872 al 1884 fece costruire il Palais Nathaniel Rothschild a Vienna, ispirato all'architettura rinascimentale francese. Ha vissuto da solo in un piccolo appartamento, mentre nelle varie parti dell'edificio è stata esposta la sua grande collezione d'arte. Il palazzo è stato gravemente danneggiato dai bombardamenti di Vienna nella seconda guerra mondiale e successivamente demolito.
Nel 1880 acquistò il castello di Enzesfeld di proprietà dai conti di Schönburg- Hartenstein. Ha anche fatto costruire il Palazzo Hinterleiten a Reichenau an der Rax eretto in uno stile Luigi XIII dal 1884. La pittoresca area di Reichenau era diventata facilmente accessibile da Vienna dall'apertura della linea ferroviaria del Sud e si è evoluta in una meta di villeggiatura della società viennese, tra cui l'arciduca Carlo Ludovico d'Asburgo-Lorena che aveva fatto costruito Villa Wartholz nelle vicinanze. Tuttavia, Nathaniel Rothschild passò solo due anni nel suo palazzo prima di metterlo a disposizione del Ministero della Guerra per usarlo come una casa di riposo per i veterani.
Alla morte di suo padre nel 1874, Nathaniel e suo fratello Ferdinand, ereditarono gran parte della collezione immobiliare e d'arte della famiglia. L'attività familiare è andata al fratello più giovane Albert.

## Morte
Nathaniel era conosciuto per le sue attività filantropiche e caritative, ed è stato molto apprezzato dai membri della società aristocratica di Vienna, cosa che ha aiutato l'immagine della famiglia e quindi il suo business. Oltre Vienna, era un benefattore della comunità di Enzesfeld, dove nel 1900 donò la scuola elementare e finanziò altre opere municipali.
Morì il 16 giugno 1905 a Vienna. È stato sepolto nello Zentralfriedhof a Vienna.